# Церковь Святого Духа (Йиглава)
Армянская церковь Святого Духа в Йиглаве (арм. Յիհլավայի Սուրբ Հոգի հայկական եկեղեցի; чеш. Arménský kostel svatého Ducha v Jihlave) — храм Армянской Апостольской церкви в городе Йиглава, Чешская Республика.
Церковь находится в центре Йиглавы - в Сметановиченском саду, на улице Дворжака (чеш. Ulice Dvořákova). Вблизи находится зимний стадион, колледж, средняя школа и кинотеатр.

## История
Церковь была построена в 1572 году на новом городском кладбище, основанном в 1559 году в стиле Ренессанса. Во время шведского вторжения храм был повреждён, однако уже в 1661 году его восстановили в стиле маньеризма. В 1720 году были построены колонна и новая спиралеобразная башня.
В 1868 году кладбище было закрыто, а кладбищенская стена разрушена в 1891. Бо́льшая часть территории кладбища была перестроена под парк. Затем храм был перестроен в стиле барокко по проекту Ричарда Вёлкла (чеш. Richard Völkl).

### ПередачаАрмянской Апостольской церкви
В 2005 году директором армяно-чешской компании «Урарту» был установлен хачкар в память 90-й годовщине Геноцида армян.
24 апреля 2011 года в церкви состоялась панихида по жертвам Геноцида армян. Помимо траурной литургии в храме прошло праздничное богослужение, посвященное Святой Пасхе, а возле хачкара состоялось мероприятие под названием “Во имя мира”, в котором также приняли участие ученики Графической школы искусств Йиглавы. Мероприятие было организовано армяно-чешской компанией “Урарту”.

## Галерея

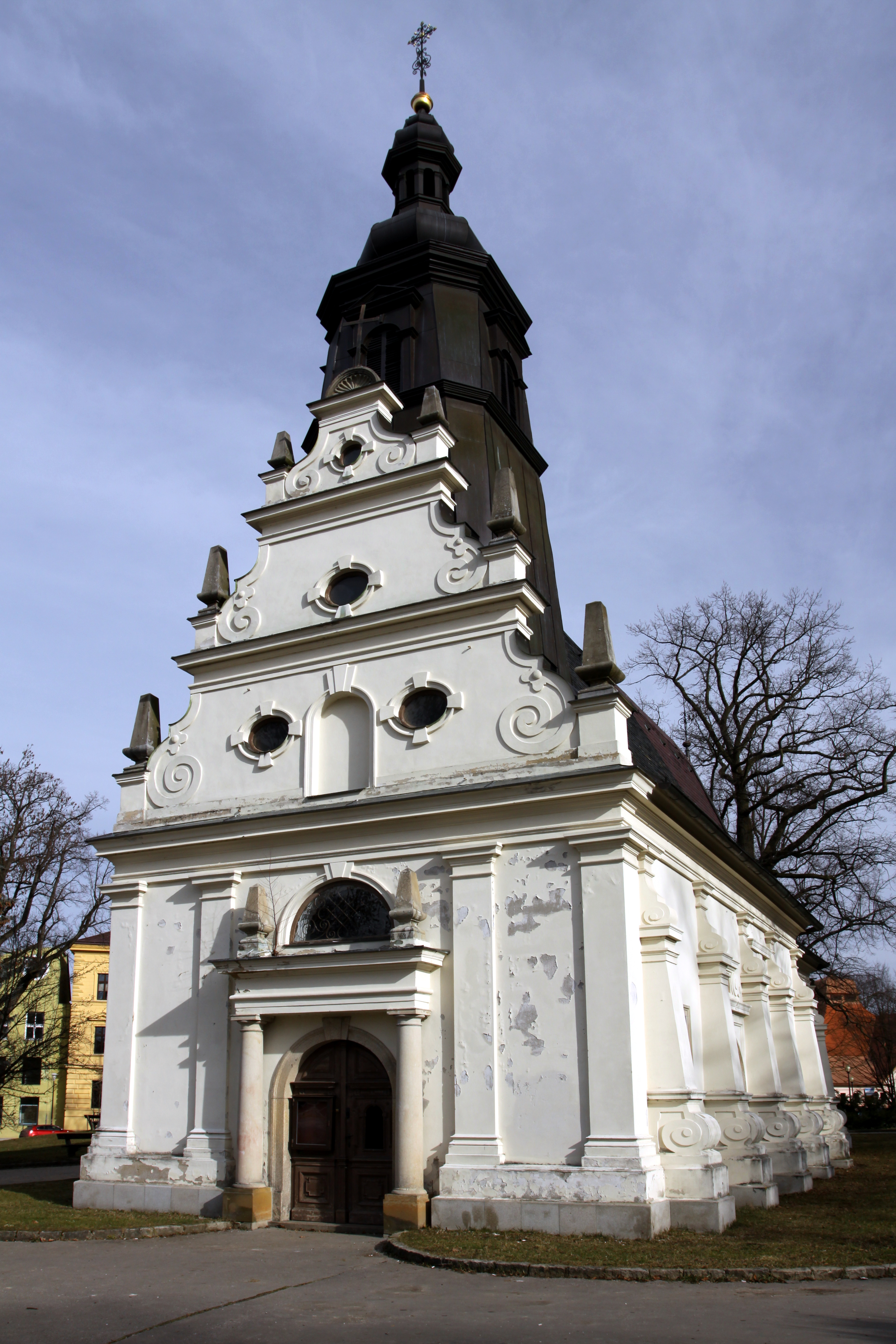
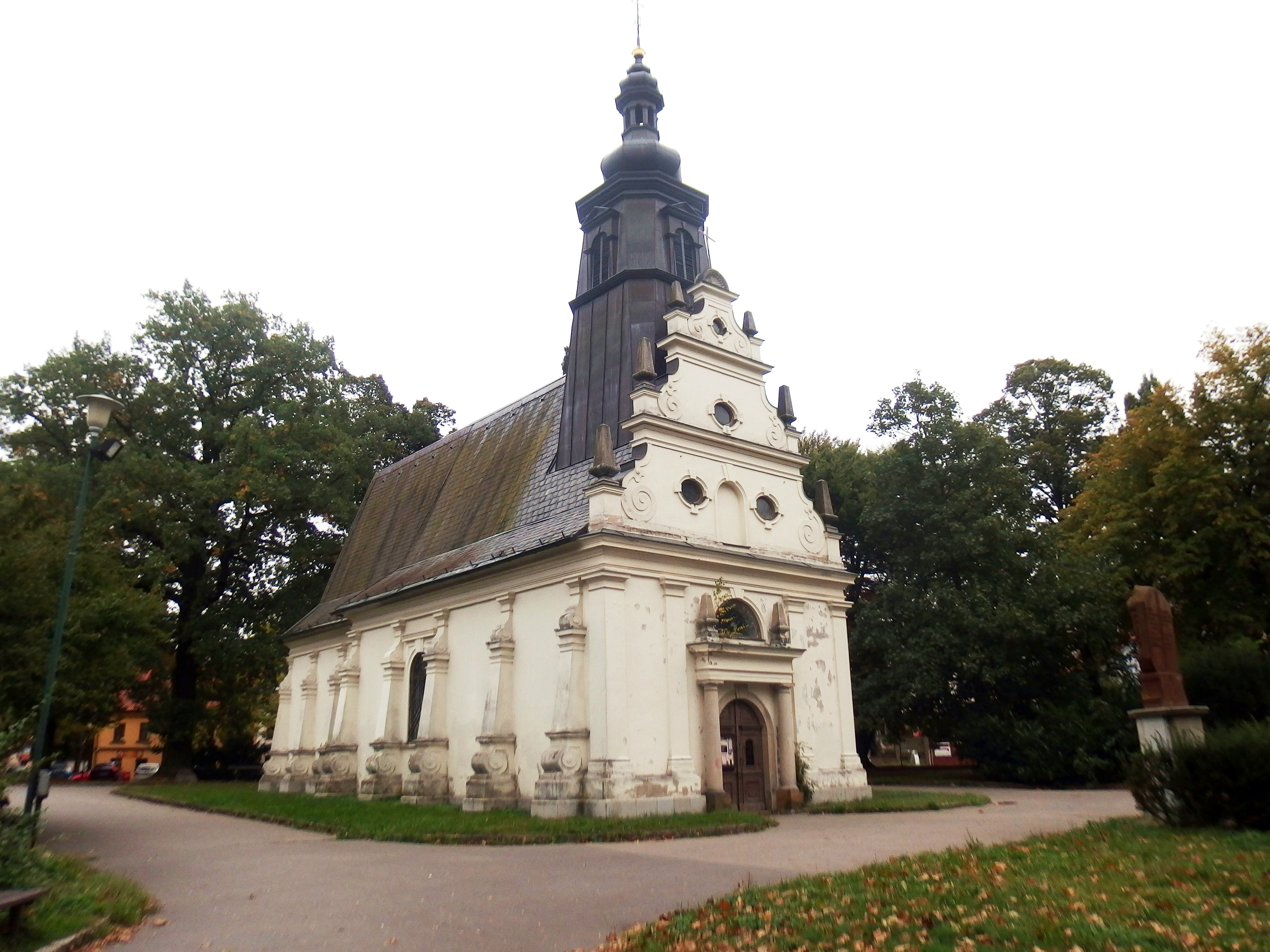
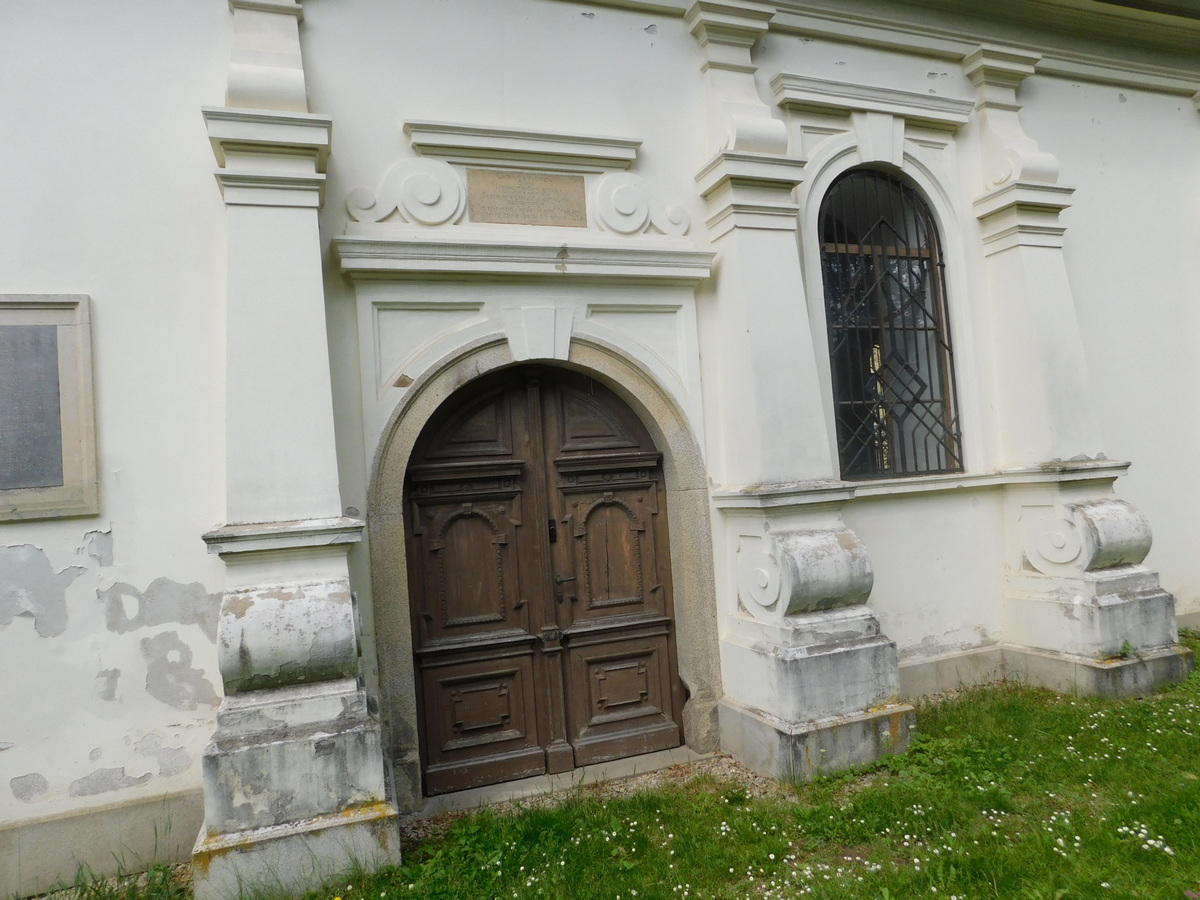

## Внешние ссылки
- Видео о церкви на сайте youtube.com